# کافور ابوالمسک

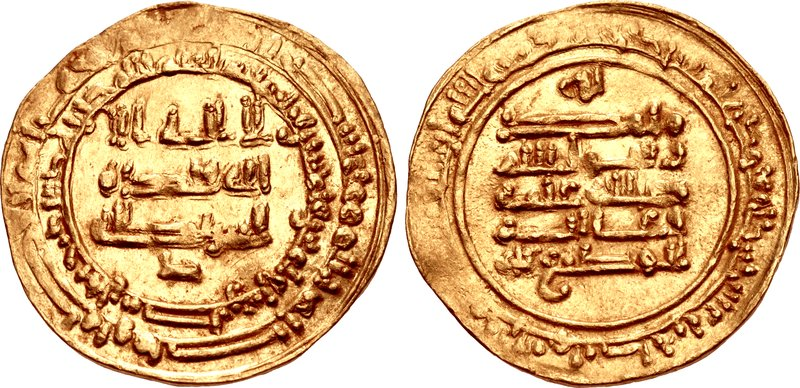
نگاره‌ای از سکهٔ دینار ضرب‌شدهٔ کافور ابوالْمِسکْ

کافور ابوالْمِسکْ معروف به کافور اخشیدی (درگذشته ۳۵۷ قمری/۹۶۸ میلادی) از حاکمان آل اخشید.
ابوالمسک، برده‌ای اهل حبشه بود که اخشید او را در سودان خرید. او در ۳۳۵ قمری (۹۴۶ میلادی) ادارهٔ حکومت مصر را به دست گرفت. کافور اخشیدی در ۲۰ جمادی‌الاول ۳۵۷ قمری برابر با (۲۲ آوریل ۹۶۸ میلادی) درگذشت.